# لیبکووا وودا
لیبکووا وودا (به چکی: Libkova Voda) یک منطقهٔ مسکونی در جمهوری چک است که در ناحیه پلهریموو واقع شده‌است. لیبکووا وودا ۷٫۴ کیلومتر مربع مساحت و ۲۲۸ نفر جمعیت دارد و ۵۹۸ متر بالاتر از سطح دریا واقع شده‌است.